# Raging Beast
Raging Beast (ook wel Raging Beast - Olé!) is een videospel voor de platforms Commodore 64. Het spel werd uitgebracht in 1985 door Firebird. Het spel is een stierenvecht simulatie. De speler speelt de stier en moet de Torero zo veel mogelijk op de hoorns nemen.

## Ontvangst
| Beoordeeld door | Jaar | Score |
| --------------- | ---- | ----- |
| Zzap!64         | 1986 | 89%   |